# Clemson
Clemson – miasto (city), w hrabstwach Pickens i Anderson, w stanie Karolina Południowa, w Stanach Zjednoczonych, położone nad jeziorem Hartwell, u podnóży Pasma Błękitnego, ok. 175 km na północny wschód od Atlanty. W 2011 roku miasto liczyło 13 946 mieszkańców. 
W mieście swoją siedzibę ma Clemson University.